# Cantó d'Arnay-le-Duc
El cantó d'Arnay-le-Duc és un cantó francès del departament de Costa d'Or, situat al districte de Beaune. Té 20 municipis i el cap és Arnay-le-Duc.

## Municipis
- Allerey
- Antigny-la-Ville
- Arnay-le-Duc
- Champignolles
- Clomot
- Culètre
- Cussy-le-Châtel
- Le Fête
- Foissy
- Jouey
- Lacanche
- Longecourt-lès-Culêtre
- Magnien
- Maligny
- Mimeure
- Musigny
- Saint-Pierre-en-Vaux
- Saint-Prix-lès-Arnay
- Viévy
- Voudenay

## Història
| Data d'elecció                           | Identitat      | Partit        | Qualitat |
| ---------------------------------------- | -------------- | ------------- | -------- |
| 1945-1967                                | Pierre Meunier | app. PCF      |          |
| 1967-1985                                | M. Dureux      | Divers droite |          |
| 1985-1998                                | Pierre Meunier | UP            |          |
| 1998-                                    | Pierre Gobbo   | Divers gauche |          |
| les dades anteriors no són pas conegudes |                |               |          |
|                                          |                |               |          |

## Demografia
| A partir de 1990: Població sense dobles comptes |